# Альфа-приєднання
α-приєднання, Αльфа-приєднання (рос. альфа-присоединение, англ. alpha-addition) — хімічна реакція, внаслідок якої з двох або трьох хімічних частинок, що реагують, утворюється один продукт з появою двох нових хімічних зв'язків при одному атомі одного з реактантів. Систематична назва перетворення — 1/1/приєднання.
Наприклад,
Cl2C: + CH3OH → Cl2HCOCH3
(Цей конкретний випадок можна розглядати також і як реакцію інсерції (вклинення)).
У неорганічній хімії реакції α-приєднання, звичайно до центрального атома металу, відомі як «оксидативне приєднання». α-Приєднання є реакцією зворотною до α-елімінування.